# William Henry Clapp
William Henry Clapp né en 1879 à Montréal et mort à Oakland, Californie, en 1954 est un peintre canadien. 

## Biographie
William Henry Clapp né à Montréal retourne en bas âge à Oakland. Il va revenir au Canada en 1900 et s'inscrire à l'Art Association of Montreal, où il étudie auprès de William Brymner.
Son confrère Clarence Gagnon l'accompagne dans la région de Charlevoix. Il part étudier à Paris de 1904 à 1908, à l'Académie Julian. Il prolonge son séjour parisien et étudie à l'Académie de la Grande Chaumière et à l'Académie Colarossi. De 1918 à 1924, il enseigne au sein de l'école qu'il a fondé à Oakland, la Clapp School of Art. Il devient par la suite, conservateur (1918-1920) et directeur (1920-1949) de l'Oakland Art Gallery. Il décède en 1954 dans cette ville.

## Collections publiques
- À flanc de coteau, France, 1906, Musée national des beaux-arts du Québec[4].
- Baigneuses, 1915, musée du Château Dufresne.
- Golden Hills and Isolated Oak, non datée, huile sur masonite, Utah Museum of Fine Arts[5]
- Matin en Espagne, 1907, Musée des beaux-arts du Canada[6].
- Matinée de septembre, Saint-Eustache, 1912, Musée national des beaux-arts du Québec[7].
- La Moisson, entre 1908 et 1915, Musée national des beaux-arts du Québec[8].
- La Nouvelle église, 1910, musée des Beaux-arts du Canada[9].
- Nude on chair, non daté, pastel, Utah Museum of Fine Arts[5].
- Paysage d'été à Saint-Sulpice, 1915, musée des Beaux-Arts du Canada[10].
- Le Printemps, entre 1908 et 1915,Musée national des beaux-arts du Québec[11].
- Rio Nuevas, 1915, musée des Beaux-Arts du Canada[12].
- Les trois baigneuses, 1915, musée des Beaux-arts du Canada[13].
- Une route en Espagne, 1907, musée des Beaux-arts de Montréal.